# Matjaž Debelak
Matjaž Debelak (Braslovče, 27. kolovoza 1965.), slovenski skijaš skakač. 
Prvi put natjecao se u Svjetskom kupu 1985./86.
Najveći uspjeh ostvario je na zimskim Olimpijskim igrama u Calgaryju kad je osvojio srebro i zlato. Najveći uspjeh na Svjetskom prvenstvu bilo je 6. mjesto u pojedinačnoj konkurenciji na maloj skakaonici 1989. godine. Iste je godine izabran za Slovenskog športaša godine. Zbog ozljede koljena 1990. prekinuo je karijeru. 2013. godine primljen je u slovenski Hram slovenskih športnih junakov.

## Vanjske poveznice
- Matjaž Debelak na stranicama Međunarodne skijaške federacije